# Монтьель, Алехандро
Алехандро Монтьель Аргуэльо (исп. Alejandro Montiel Argüello; 13 марта 1917, Гранада, Никарагуа — 17 сентября 2012) — никарагуанский учёный, дипломат и государственный деятель, министр иностранных дел Никарагуа (1957—1961 и 1972—1977).

## Биография
Окончил юридический факультет университета Universidad de Oriente y Mediodía. В 21 год стал самым молодым в стране обладателем докторской степени в области права.
- 1943—1947 гг. — начальник департамента дипломатической службы МИД.
- 1948—1950 гг. — заместитель министра иностранных дел, одновременно посол в Республике Панама,
- 1950—1957 гг. — заместитель министра иностранных дел,
- 1957—1961 гг. — министр иностранных дел Никарагуа,
- 1961—1962 гг. — посол в Великобритании и во Франции,
- 1962—1972 гг. — судья Верховного суда,
- 1972—1977 гг. — министр иностранных дел Никарагуа,
- 1978—1979 гг. — постоянный представитель Никарагуа в ООН,
- 1990 г. — советник министра иностранных дел,
- 1992 г. — назначен судьей межамериканского суда по правам человека,
- 2006 г. — в возрасте 89 лет был назначен советником Министерства иностранных дел Никарагуа.

Автор многих научных трудов по истории страны.